# Toronto Transit Commission

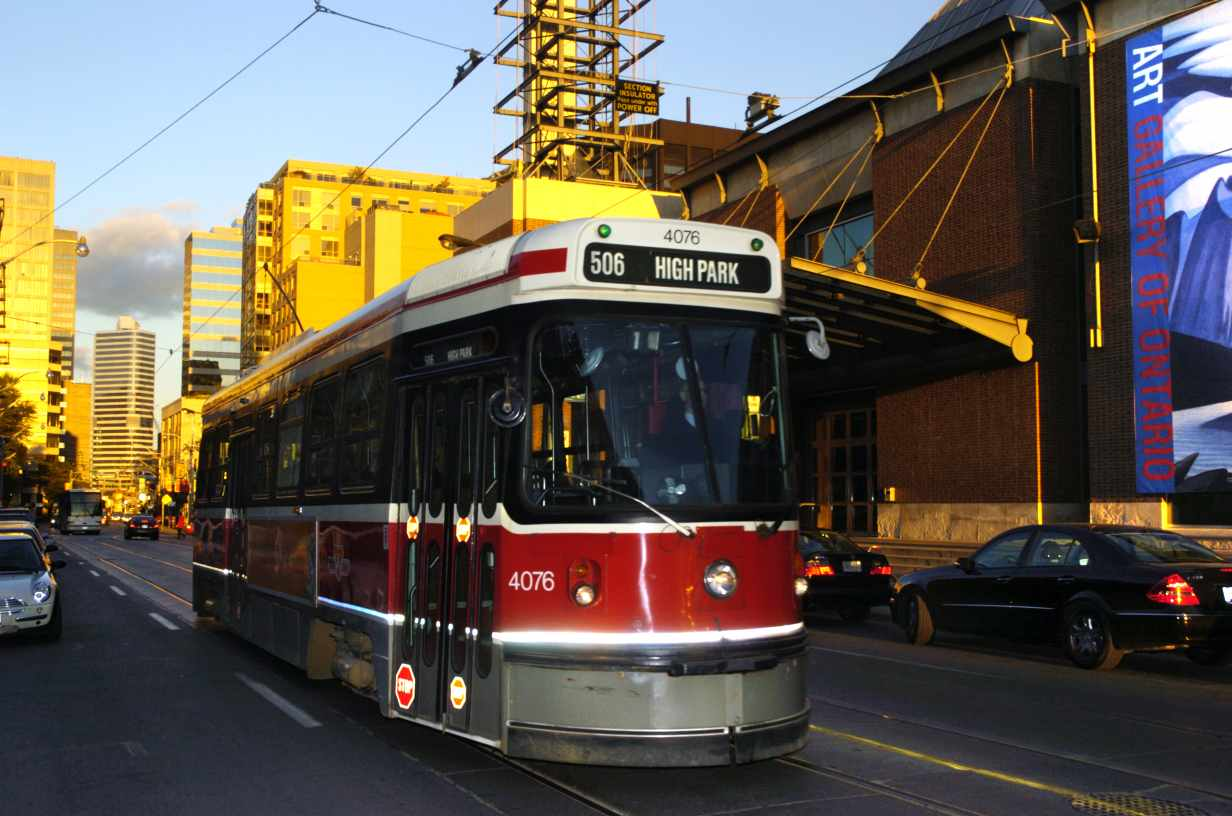
Bonde do Toronto Transit Commission em operação na Dundas Street.

O Toronto Transit Commission, cuja abreviação oficial é TTC, é o órgão público encarregado de administrar o sistema de transporte público da cidade de Toronto, Ontário, Canadá. O sistema de transporte público administrado pelo TTC, que inclui linhas de ônibus, bondes e metrô, é o terceiro mais movimentado da América do Norte, atrás apenas dos sistemas de transporte público de Nova Iorque e da Cidade do México.
O TTC movimenta mais do que 2,3 milhões de passageiros por dia, 1,2 milhão através de ônibus, 246 mil através de bondes e 900 mil através do metrô (destes, 45 mil através do Scarborough RT, uma das quatro linhas de metrô da cidade, que possui muitas diferenças com as outras três linhas de metrô). Em 2005, o TTC empregou 10 650 trabalhadores, transportou uma média de 2,368 milhões passageiros por dia (1,397 milhão de passageiros pagantes). O TTC também fornece serviços para pessoas com disabilidades físicas, através da Wheel Trans, que movimenta aproximadamente 2,9 mil passageiros por dia. 
Coloquialmente, os bondes do TTC foram (e ainda são) conhecidos como Red Rockets (Foguetes Vermelhos), e por isto, o uso da expressão Ride the Rocket (Viaje no Foguete) é muito comum por parte do TTC, que a usa como slogan para atrair passageiros para todo o sistema de transporte público, bem como utiliza a palavra Rocket em algumas das linhas de ônibus expresso da cidade. O TTC também promove o sistema de transporte público da cidade através do slogan The Better Way (O Melhor Caminho).

## História

### Até1950
O TTC foi criado em 1921, com o nome de Toronto Transportation Commission, através de um ato da província de Ontário, para administrar o sistema de transporte público da cidade de Toronto. Então, esta era servida por diferentes companhias de transporte público. O sistema de transporte público da cidade era altamente fragmentado, com nove zonas distintas tarifárias (significando que passageiros locomovendo-se entre diferentes zonas teriam que pagar tarifas extras). O TTC uniu estas nove zonas em uma única zona tarifária.
O TTC beneficiou-se com a Grande Depressão. Por causa dos altos preços de combustível, muitas pessoas foram obrigadas a abandonarem seus carros, e a utilizarem meios alternativos de transporte, como transporte público. A Segunda Guerra Mundial também beneficiou o TTC, por causa do racionamento de combustível e da matéria-prima necessária para a produção de carros. Durante a depressão e a guerra, a receita do TTC era alta o suficiente para fazer com que a companhia operasse no lucro.

### 1950 -1980
Em 1 de Janeiro de 1954, o Toronto Transportation Commission foi renomeada de Toronto Transit Commission. No mesmo ano, em 30 de Março, a primeira linha de metrô da cidade, a Yonge, foi inaugurada (após cinco anos de trabalho) entre as estações Eglinton e Union. A linha Yonge de Toronto foi a primeira linha de metrô construída no Canadá, com fundos do TTC, obtidos durante a depressão e a guerra. 
A linha foi construída através da técnica cut and cover (corte e cobertura), com paredes reforçadas e trilhos de bonde temporários sendo construídos ao longo das trincheiras, de modo a permitir com que a rua ficasse aberta o máximo de tempo possível enquanto o metrô era construído. O primeiro trem partiu de manhã, carregando personalidades importantes, tais como o então Premier de Ontário, Leslie Frost e o então prefeito de Toronto, Allam Lamport. O trem saiu do campo de manutenção Davisville até a estação Eglinton - o então término norte da linha - e dali partiu em direção ao sul, até o término sul, a estação Union. Às 2:30 da tarde do mesmo dia, o último bonde a viajar ao longo da Yonge - sul de Eglinton - fez sua viagem. O metrô reduziu a viagem da Eglinton até a Union, de cerca de meia hora de bonde, para menos de 15 minutos. Diversas expansões realizadas desde 1954 mais do que quadruplicou a área servida pelo metrô, com a adição de três novas linhas de metrô (uma delas totalmente de média capacidade, utilizando tecnologia diferente do restante do sistema).
A linha Yonge iniciou um processo de eliminação de linhas de bonde - que continuaria até 1977. A linha também serviu os primeiros trens construídos primariamente em alumínio, primeiramente em caráter experimental, e posteriormente adotando tais trens em todo o sistema. Trens construídos em alumínio popularizaram-se rapidamente em todo o mundo.
A linha University foi inaugurada em 1963, correndo ao longo da University Avenue, da Union até a estação St. George, ao norte. Foi intencionalmente desenhada para servir quase a mesma área que a linha Yonge, com a intenção de aumentar capacidade, antes da inauguração da antecipada segunda linha de metrô de Toronto, que correria em uma direção leste-oeste. 
Originalmente, esta linha correria ao longo da Queen Street. Porém, o crescente tráfego de passageiros na Bloor Street e na Danforth Avenue fizeram com que Toronto passasse a pressionar a construção da linha sob estas ruas. Os crescentes gastos do TTC fizeram com que sua receita passasse a ser insuficiente para cobrir seus gastos; como consequência, o TTC tornava-se cada vez mais dependente de verbas públicas. Muita da nova linha de metrô seria construída com dinheiro cedido pela prefeitura, e o TTC decidiu construir a nova linha de metrô na Bloor-Danforth. A linha Bloor-Danforth seria inaugurada em 1966, e estendida em 1968 e em 1980. 
A linha Bloor-Danforth acarretou na eliminação de mais linhas de bondes na cidade. O TTC continuou a eliminar mais linhas de bondes ao longo da década de 1970, com a intenção de substituir rotas de baixo volume por ônibus, e rotas de alto volume por metrôs. Crescente oposição da comunidade de Toronto, as limitações dos ônibus e os crescentes gastos com o metrô fizeram com que o TTC abandonasse esta tática em 1977, e expandiria gradualmente o sistema de linhas de bondes da cidade. Em 1975, o WheelTrans foi criado (então com o nome de All-Way Transportation Corporation), com o intuito de prestar serviço de transporte público para deficientes físicos. Este órgão, criado e inicialmente administrado pela prefeitura de Toronto, passaria futuramente ao controle do TTC. 
Enquanto isto, mudanças na composição do conselho da Metro Toronto fizeram com que a balança de poder inclinasse para os subúrbios de Toronto. Em 1973, a linha Yonge foi estendida em direção ao norte, até York Mills Road, e no ano seguinte, até Finch Avenue. No mesmo ano, o sistema de duas zonas tarifárias na então Municipalidade da Região Metropolitana de Toronto (atual Toronto), com uma zona tarifária abrangendo a então cidade de Toronto, e a segunda zona seus subúrbios (East York, Etobicoke, North York, Scarborough e York). Em 1978, a secção Spadina da linha Yonge-University-Spadina foi inaugurada.

### 1980 - Tempos atuais
O TTC passou a enfrentar sérias dificuldades financeiras a partir da década de 1980, por causa do crescente número de passageiros utilizando o sistema, ao passo que a receita do TTC, e as verbas recebidas da cidade e da província, não cresceu no mesmo ritmo do crescimento dos gastos financeiros do TTC. Cortes em certos serviços, diversas greves e diversos aumentos sucessivos nas tarifas têm tornado-se cada vez mais comuns no TTC.
Enquanto isto, a linha Bloor-Danforth foi estendida em ambas as direções em 1980, até Kipling e Kennedy. Em 1985, o Scarborough RT foi inaugurado, a linha Spadina foi estendida em direção ao norte em 1998, e em 2000, a linha Sheppard foi inaugurada. O TTC pretende expandir a linha Spadina em direção ao norte, expansão que seria concluída em torno de 2014.

## Linhas de superfície

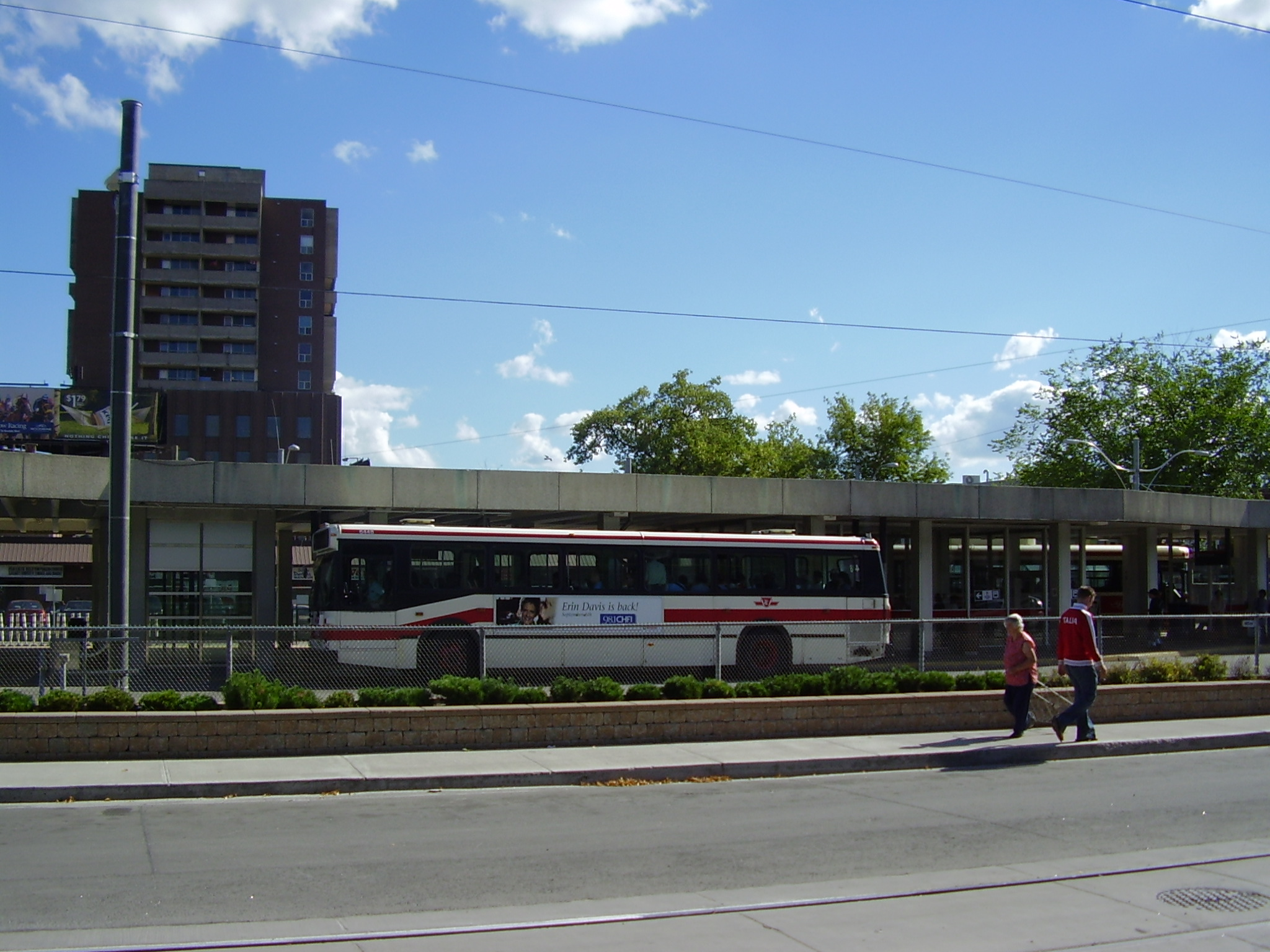
Ônibus do TTC dentro da zona de transferência metrô ↔ bonde/ônibus da estação Dundas West.

O TTC utiliza ônibus e bondes como meios de transporte de superfície. Bondes são geralmente utilizados em linhas mais antigas da cidade, enquanto linhas mais recentes operam somente ônibus. Nenhuma das rotas de superfície operam 24 horas por dia. De madrugada, quando o metrô da cidade está fora de operação, o TTC opera o Blue Night Network, um sistema de rotas de ônibus, rota que é em geral, muito semelhantes às rotas de superfície regulares. Todas as linhas de superfície regulares do TTC, com exceção de uma, encontram-se com ao menos uma estação de metrô.

### Ônibus
Até a década de 1960, o papel dos ônibus dentro do TTC era mínimo, em comparação aos bondes. Durante as décadas de 1960 e 1970, o TTC passou a substituir linhas de bonde por ônibus. Atualmente, a maior parte das linhas de superfície do TTC são operadas através de ônibus. Entre as décadas de 1940 e 1980, o TTC operou algumas linhas de trolebus, embora entre 1991 e 1993 o TTC decidiu substituir seus trolebus por ônibus.
A idade média dos veículos dos ônibus do TTC é de cerca de dez anos, com a vida útil de um ônibus qualquer do TTC sendo na média de 25 anos, um dos mais altos entre qualquer sistema de transporte público da América do Norte. Isto se deve à ênfase do TTC em providenciar manutenção adequada aos seus veículos.

### Bondes

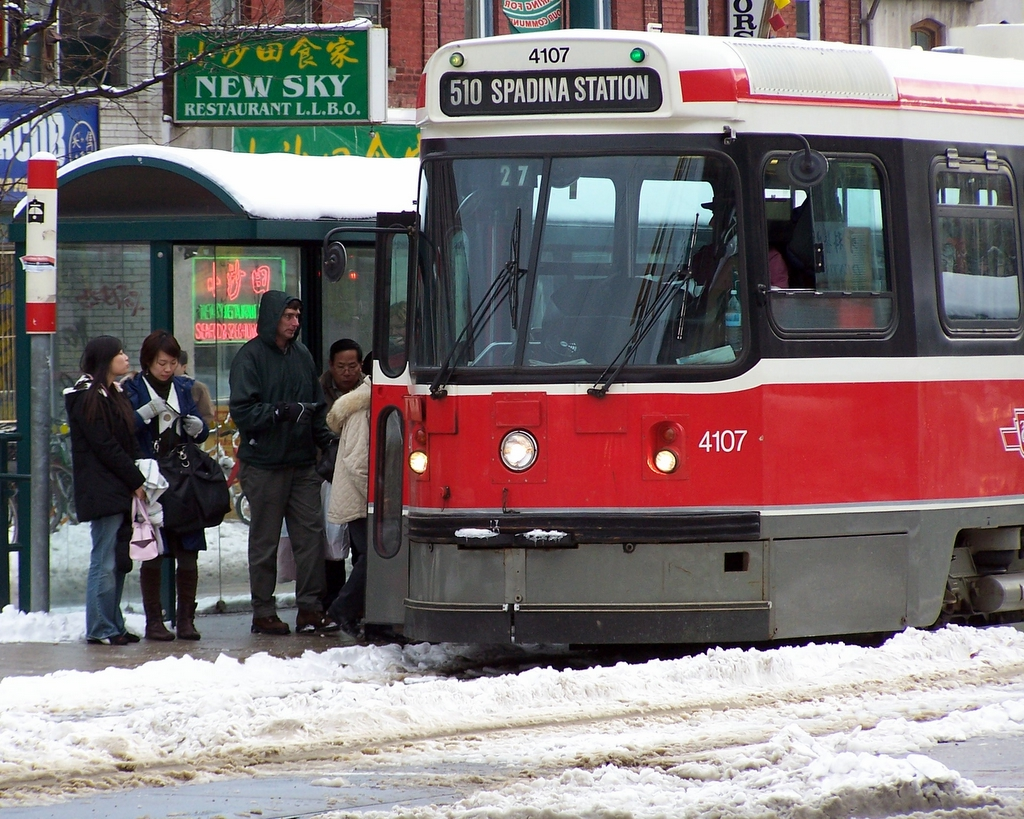
Bonde operando na Spadina Avenue.

Bondes tem operado em Toronto desde o século XIX (movidos a cavalos em 1861, e por eletricidade desde 1891. Bondes eram os principais meios de transporte utilizados pelo TTC até década de 1960, quando o TTC decidiu substituir suas linhas de bonde por linhas de metrô em rotas mais congestionadas, e por ônibus. Esta substituição continuou ao longo da década de 1970. Por pressão da comunidade, o processo de substituição foi cancelada em 1977, por causa da crescente pressão da comunidade. Então, a maioria das linhas de bonde da cidade foram removidas.
Apesar da redução massiva do sistema de bondes, estes ainda formam uma importante parte do sistema de transporte público de Toronto. O sistema de bonde de Toronto utiliza técnicas que não são mais utilizadas em muitos sistemas modernos de bondes, de outras cidades, mas o sistema de bondes de Toronto não são bondes históricos (apesar da frota ser relativamente antiga); eles providenciam a maior parte do serviço de transporte público de superfície do centro financeiro da cidade. Todas as linhas de bonde da cidade, com exceção de uma, possuem como foco o centro financeiro, operando próximas ao centro e do litoral da cidade com o Lago Ontário. Das cinco rotas de superfície mais movimentadas do TTC, quatro são linhas de bonde. Toronto é atualmente a única cidade na América do Norte a utilizar bondes como parte integral do seu sistema público de transporte (outras cidades, tais como San Francisco, operam linhas de bonde primariamente com fins turísticos.
Atualmente, o sistema de bondes do TTC possui 305,8 quilômetros de extensão. Ao contrário de sistemas de bondes mais recentes, onde bondes operam parcialmente ou mesmo completamente em trilhos separados de outras ruas, as linhas de bonde do TTC utilizam o estilo clássico de operação, onde os trilhos estão instalados em ruas, com os bondes compartilhando o tráfico nestas vias, em conjunto com outros veículos, e parando sob demanda, em paradas de bondes frequentes, tais como ônibus, ao invés de pararém em estações fixas. Porém, em algumas rotas possuem, parcialmente ou totalmente, trilhos instalados em uma parte da rua, separada do restante da via. Esta parte separada neste caso é de uso exclusivo dos bondes.
A bitola dos trilhos de bonde do TTC (com exceção do Scarborough RT) é de 1 495 milímetros, 60 milímetros mais do que o padrão de 1 435 milímetros. Uma possível razão, popular em Toronto mas que é falsa, é que a cidade de Toronto temia que a Toronto Railway Company - o nome da principal companhia de transporte público que operou na cidade entre 1891 e 1921, e que possuía o direito de criar e administrar linhas de bondes na cidade - iria permitir que a Canadian Pacific Railway operasse trens a vapor em seus trilhos, assim fazendo com que trens viajassem em ruas da cidade. A razão por trás da bitola dos trilhos do TTC é que quando a Toronto Railway Company criou as primeiras linhas de bonde da cidade, as ruas de Toronto ainda não eram asfaltadas à época, o que obrigou a companhia a instalar os trilhos na rua utilizando uma bitola diferente do padrão, de modo a permitir a operação suave dos bondes. Devido ao custo da conversão de todos os trilhos e dos veículos, e da ausência de benefícios, a bitola de 1 495 milímetros utilizada continua sendo usada no TTC até os dias atuais pelas linhas de bonde e pelas três linhas de metrô convencional. 
Posteriormente, o TTC adotaria a bitola de 1 435 milímetros nas linhas de metrô de Toronto (exceto o Scarborough RT, que utilizaria o padrão de 1 495 milímetros), uma vez que o TTC estava estudando a possibilidade da criação de linhas de bondes que rodariam parcialmente em túneis subterrâneos, que poderiam compartilhar trilhos utilizados pelos trens de metrô convencional da cidade. Embora o TTC eventualmente decidisse isolar completamente o seu sistema de metrô e o seu sistema de bonde uma das outras, a bitola de 1 495 milímetros foi mantida no metrô por razões econômicas.

### Transit City
Transit City é um projeto do TTC que prevê a construção de numerosas linhas de light rail operando ao longo de várias das principais ruas e avenidas da cidade. O plano prevém a construção de 7 linhas de light rail, com um total de 120 quilômetros. O sistema carregaria aproximadamente 175 milhões de passageiros o ano, dos quais 75 milhões seriam novos usuários do TTC. A primeira das linhas a ser inaugurada seria a Sheppard Line LRT, com data esperada de inauguração em 2012. Parte da linha correndo ao longo da Eglinton Avenue será subterrânea, por causa de espaço insuficiente para a construção de uma linha terrestre de light rail no meio da avenida.

## Metrô

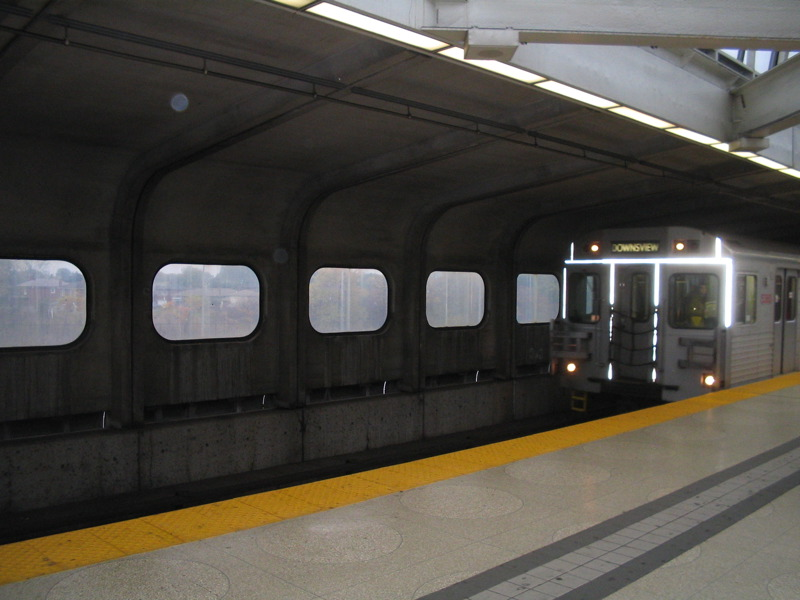
Trem na estação Yorkdale.

O TTC administra um sistema de metrô, composto por uma quatro linhas: o Yonge-University-Spadina, fundado em 1954, como a primeira linha de metrô da cidade, possuindo um formato de U, com ambas as linhas correndo em um sentido norte-sul, primariamente ao longo da Yonge Street, da University Avenue e da Allen Road; o Bloor-Danforth, fundado em 1966, como uma via leste-oeste, ao longo da Bloor Street e da Danforth Avenue; o Sheppard, uma linha leste-oeste, fundada em 2002, ao longo da Sheppard Avenue, e o Scarborough RT, fundado em 1985. 
As três primeiras linhas são linhas de metrô convencional que utilizam a mesma tecnologia, enquanto que o Scarborough RT possui diversas diferenças com as outras três linhas. O metrô de Toronto é um dos meios de transporte mais populares de Toronto, formando a espinha dorsal do sistema de transporte público da cidade. 

## WheelTrans

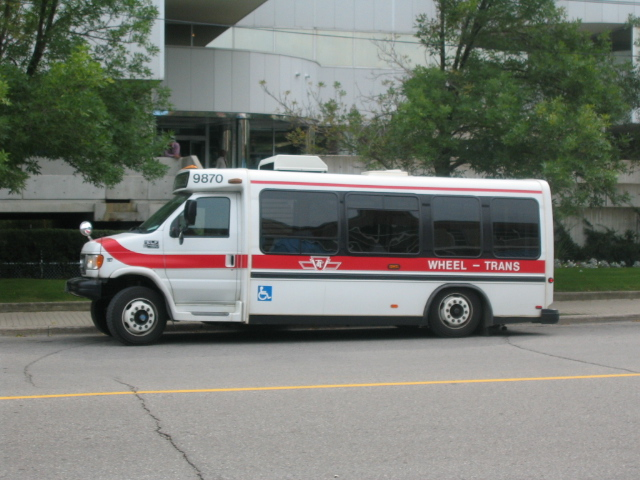
Um veículo da WheelTrans.

O TTC administra um órgão voltado unicamente para o transporte de pessoas com deficiências físicas, chamado de WheelTrans. O WheelTrans opera em todos os dias do ano, das seis da manhã até às uma da madrugada, operando dentro de toda a cidade de Toronto, possuindo conexões com serviços similares de cidades vizinhas. O serviço não opera linhas regulares, e pessoas querendo utilizar o WheelTrans precisam contactar a companhia para realizar reservas. Passageiros querendo utilizar regulamente o WheelTrans (ir para um mesmo local regulamente, por ao mínimo de quatro semanas consecutivas) não precisam realizar reservas toda vez quando querem locomover-se, mas isto é válido somente para a localidade especificada pelo usuário.
As tarifas cobrada pelo WheelTrans são as mesmas cobradas aos passageiros do TTC. Este dita os padrões definindo quais as pessoas que podem utilizar o serviço ou não. Para usufruir do serviços prestados pela WheelTrans, possíveis usuários precisam cadastrarem-se com o TTC. Usuários de primeira viagem geralmente são cadastrados permanentemente pelo TTC, podendo assim usufruirem do serviço, exceto aqueles que necessitam dos serviços da WheelTrans por um perído limitado de tempo, quando são cadastrados temporariamente. Turistas visitando a cidade podem utilizar o WheelTrans. O WheelTrans utiliza mini-ônibus e automóveis regulares de terceiros autorizados, cujos proprietários realizam o serviço voluntariamente.

## Tarifas
Esta seção está em grande parte desatualizada.
A seguir, as tarifas das passagens do TTC, de 24 de abril de 2006, em dólares canadenses:
| Tarifa    | Idade | Tarifa única | Múltiplas tarifas (tickets) |
| --------- | ----- | ------------ | --------------------------- |
| Adulto    | 13–64 | $3,00        | 7 por $18,55 (= $2,65)*     |
| Idoso     | 65+   | $2,00        | 10 por $18 (= $1,80)        |
| Estudante | 13–19 | $2,00        | 10 por $18 (= $1,80)        |
| Criança   | 2–12  | $0,75        | 10 por $6,00 (= $0,60)      |

*Tokens adquiridos em máquinas automáticas podem ser obtidos por 2,1 dólares cada, caso um mínimo de 4 ou 9 sejam comprados.
 
5| Adulto || $10,75* || $38,50 || $128,50 || $117,75/mês

| Fare Type | 1 dia            | 1 semana         | 1 mês            | 12 meses         |
| --------- | ---------------- | ---------------- | ---------------- | ---------------- |
| Idoso     | $8,50            | $30,50           | $106,00          | $95,75/mês       |
| Estudante | mesmo que idosos | mesmo que idosos | mesmo que idosos | mesmo que idosos |

*Válido por grupo em finais de semana.
Todas as estações de metrô do TTC possuem ao menos um caixa, onde pode-se comprar tickets, tokens (pequenas moedas de alumínio) e passes (cartões que permitem ao seu usuário utilizar o TTC quantas vezes quiser dentro um dado espaço de tempo, dependendo do passe). Pode-se também utilizar dinheiro como forma de pagamento. Tickets, tokens e dinheiro são depositados em um cofre localizado frente ao caixa. Este pode devolver troco quando aplicável, mas somente antes do usuário ter depositado o dinheiro dentro do cofre. 
Próximos aos caixas localizam-se catracas automáticas, onde pode-se entrar através do uso de tokens ou passes. Muitas estações também possuem entradas automáticas, onde pode-se entrar apenas com o uso de tokens ou passes, e onde tokens são vendidos em máquinas automáticas apenas. Todas as estações de metrô da cidade possuem ao menos uma destas máquinas, que aceitam notas de 10 e 20 dólares canadenses, para cada nota inserida a máquina irá fornecer automaticamente o máximo número possível de tokens mais o troco.
Em bondes e ônibus, o passageiro embarca sempre na porta frontal do veículo, efetuando o pagamento diretamente ao motorista, mostrando o passe ou depositando um ticket, token ou dinheiro em um cofre localizado imediatamente ao lado do motorista. Este não fornece troco, caso o passageiro coloque mais dinheiro do que o necessário no cofre, não receberá nada do motorista. Até 1975, motoristas de ônibus e bondes podiam fornecer troco aos passageiros, e vendiam tickets e passes. Desde então, tickets e passes são vendidos apenas em estações do TTC. Tickets também podem ser comprados em estabelecimentos comerciais autorizados.
O primeiro passe criado pelo TTC foi o Sunday or Holiday Pass, que era válido somente aos domingos e em feriados, e permitia ao seu usuário utilizar quantas vezes quiser nestes períodos. O Metropass foi criada em 1980, permitindo que seu usuário utilizasse quantas vezes quiser o TTC por um mês, sendo válido somente para o usuário que obteve o passe, e o passe continha uma foto  e o nome seu usuário, e não podia ser utilizada por mais ninguém (era verificada pelo caixa ou motorista). O TTC criou uma versão do Metropass voltada para aposentados em 1984 (de menor custo) e para estudantes em 1991. O TTC adicionou uma faixa magnética ao Metropass, que permitia ao seu usuário entrar em catracas e em portas automáticas. 
Em 1990, o TTC substituiu o Sunday or Holiday Pass pelo Day Pass, válido por um dia qualquer. Em 1993, o TTC criou uma versão anual do Metropass, e uma versão de maior custo que era transferível para outros usuários (foto e nome do usuário não era necessário), embora ambas as versões tenham sido substituídas por um plano de desconto anual. Em 2006, o TTC decidiu permitir que o Metropass pudesse ser utilizado por qualquer pessoa, e não somente pelo usuário que o obteve, desde que apenas uma pessoa utilize o passe por vez. 

### Transporte integrado
O sistema de transporte público administrado pelo TTC é totalmente integrado. Passageiros podem realizar uma jornada contínua de qualquer distância dentro de Toronto pagando apenas uma tarifa. Muitas estações de metrô do TTC possuem um terminal de ônibus integrado, onde passageiros podem transferir-se entre uma linha de superfície com o metrô, ou entre diferentes linhas de superfície que utilizam o terminal livremente. 
No caso de estações de metrô sem um terminal de ônibus, bem como conexões entre diferentes linhas de superície em cruzamentos, passageiros podem transferir-se através do uso de um transfer. O transfer é um ticket, que é fornecido sem custo adicional ao passageiro. Em estações de metrô, transfers são fornecidos através de máquinas automáticas localizadas imediatamente à frente da guarita do caixa. Em ônibus e bondes, o transfer é fornecido pelo motorista. Transfers não podem ser utilizados para realizar uma conexão entre uma estação de metrô e uma linha de superfície, caso este transfer tenha sido obtido na mesma estação. O transfer precisa ser mostrado ao motorista ou caixa pelo passageiro, no momento do embarque. O passageiro precisa utilizar a rota mais rápida e direta possível (com o mínimo número possível de conexões), e paradas para realizar atos tais como comprar produtos em um estabelecimento comercial não são permitidos (com exceção de uma linha de bonde do TTC). A conexão precisa ser realizada dentro de um tempo razoável, após o momento em que o transfer é obtido.
Certas linhas de ônibus são downtown express, que operam somente na hora do rush e com um número limitado de paradas. Estas linhas não são integradas, e passageiros precisam pagar além da tarifa normal (ou apresentar um transfer válido) $2,1 extra, ou o uso de um passe que contenha um selo especial, selo vendido em certas estações de metrô por $29,5. 
O TTC não possui conexões integradas com nenhuma linha de superfície administrada por outras companhias de transporte público, como a GO Transit, ou aquelas administradas por cidades vizinhas de Toronto. Algumas linhas de superfície do TTC vão até partes de cidades vizinhas, porém, passageiros utilizando o TTC precisam pagar uma tarifa extra ao viajar entre Toronto e outras cidades vizinhas e vice-versa (com exceção das linhas servindo o Aeroporto Internacional Toronto Pearson, que localiza-se em Mississauga). O GTA Weekly Pass é um passe semanal, que custa $43, que permite conexões integradas entre o TTC com linhas de superfície de outras companhias de transporte público (com exceção da GO Transit).

## Horário de operação e restrições
O sistema de transporte público de Toronto opera 24 horas por dia. Trens operam aproximadamente a cada 3 a 6 minutos. Todas as linhas de bonde operam regularmente a cada dois a cinco minutos. O horário de operação das linhas de ônibus varia com a rota; ônibus podem circular a cada dez minutos ou menos em rotas mais movimentadas, semanalmente. Outras rotas não operam nos finais de semana (domingo, ou sábado e domingo), e outras, ainda, operam somente no hora do rush, entre segunda a sexta.
Nenhuma linha do TTC opera 24 horas por dia. O TTC administra um sistema de transporte público de madrugada, chamado de Blue Night Network. São no total aproximadamente 20 rotas de ônibus e bondes, distribuídas de modo a fazer com que a maior parte da cidade esteja localizado a menos de dois quilômetros de ao menos uma rota de madrugada. Tais linhas são operadas unicamente com ônibus, geralmente cobrindo rotas que são cobertas por linhas regulares equivalentes (ou seja, possuem trajetos semelhantes), e a linha Bloor-Danforth do metrô de Toronto.
O TTC não permite que pessoas transportando bicicletas utilizem qualquer via de transporte administrada pela companhia durante o horário do rush. Fora do horário do rush, o TTC permite que passageiros transportem bicicletas no metrô e em ônibus que contenham uma bike rack. Durante a hora do rush, pessoas não podem transportar animais domésticos em nenhum veículo ou estabelecimento do TTC, a não ser o passageiro possua certas deficiências mentais (como autismo) ou físicas (cegueira e surdez), e precise do auxílio do animal. Fora do horário do rush, passageiros podem transportar livremente animais domésticos, desde que dentro de compartimentos adequados ou utilizando guia e coleira.

## Situação financeira
O TTC obtém aproximadamente 81% dos fundos necessários para a operação e manutenção adequada do sistema por si própria, primariamente através das tarifas cobradas aos passageiros. O restante é proveniente de verbas cedidas primariamente pelo governo da província de Ontário e pela prefeitura de Toronto. Embora a percentagem obtida pelo TTC através de si própria ser a maior entre operadoras de transporte público em grandes cidades na América do Norte, a situação financeira do TTC tem tornado-se cada vez pior nos últimos anos, uma vez que o restante das verbas necessárias constantemente são fornecidas em quantidade insuficiente, acarretando em cortes em serviços, aumentos nos preços da tarifa e em greves por parte dos trabalhadores.
Embora o TTC tenha passado a dar crescente importância à propagandas (nos trens e estações de metrô,  em estações de bondes e ônibus, e em bondes e ônibus) em anos recentes como meio de geração de receita, a receita gerada através de propagandas é pequena. Em 2003, o TTC obteve 2,3% (17 milhões de dólares) dos fundos necessários através de propagandas.

## Segurança
Dados gerais relacionados com segurança do sistema de transporte público de Toronto:
- O TTC emprega pessoal especializado (special constables), que possuem os mesmos poderes que a polícia de Toronto.
- Todas as partes de espera das estações de metrô do TTC possuem uma área, o Designated Waiting Area (Área Designada para Espera, abreviada DWA), que possuem câmeras de segurança e interfones. Outras câmeras estão instaladas em locais tais como o local do pagamento das tarifas.
- Botões de alarme (em preto e amarelo) nos trens do sistema de metrô. São no total mais de 800 câmeras.
- Mulheres viajando em rotas de ônibus entre as 21:00 e as 5:00 podem sair do ônibus em qualquer trecho da rota, ao invés de somente em paradas delimitadas.

## Achados e perdidos
Diaramente, passageiros esquecem ou perdem dentro de propriedade do TTC (veículos, estações) uma gama variada de itens, que incluem bolsas e mochilas, carteiras e produtos eletrônicos em geral - até mesmo computadores são por vezes esquecidos no sistema. Itens achados são coletados, e despachados para a estação Bay, que possui uma secção de achados e perdidos, onde passageiros podem buscar por itens perdidos. Itens que estejam sob posse do TTC por mais do que 90 dias após ter sido encontrados dentro de propriedade do TTC são enviados para leilão no eBay, e os recursos financeiros obtidos com a venda cedidos a organizações de caridade. Itens são vendidos em lotes, ao invés de serem vendidos individualmente. Tais leilões são realizados uma vez por ano.